# しあわせ (1974年の映画)
『しあわせ』は、1974年4月6日に公開された日本映画。製作は東宝映画。配給は東宝。カラー。上映時間は86分。

## 概要
自分の死を知るガンの娘と、その母親、そして娘の婚約者。ひたむきに生きる3人の心のふれあいを描く。

## スタッフ
以下のスタッフ名は特に記載のない限り東宝に従った。
- 製作：山田順彦、藤井浩明
- 監督・脚本：恩地日出夫
- 原作：橋田壽賀子
- 企画：石井ふく子[2]
- 撮影：上田正治
- 美術：本多好文
- 録音：林穎四郎
- 照明：森弘充
- 編集：黒岩民義
- 助監督：今村一平
- 製作担当者：村上久之
- 音楽：武満徹

## キャスト
- 加納直子：角ゆり子[1]
- 南信隆：岡田裕介[1]
- 加納綾：乙羽信子[1]
- 井村医師：井川比佐志[1]
- クリーニング店員：高嶋稔[2]
- クリーニング店客：記平佳枝[1]
- 修理工場の親爺：陶隆司
- ダンプの運転手：樋浦勉[2]